# 제도 (논리학)
수리논리학과 컴퓨터 과학에서 제도(制度, 영어: institution 인스티튜션[*])는 문법과 모형 이론이 부여된 논리 체계의 추상화이다.

## 정의
작은 범주의 범주의 반대 범주 {\displaystyle \operatorname {Cat} ^{\operatorname {op} }}에서 집합의 범주의 반대 범주로 가는, 사상을 잊는 망각 함자
{\displaystyle \operatorname {Ob} ^{\operatorname {op} }\colon \operatorname {Cat} ^{\operatorname {op} }\to \operatorname {Set} ^{\operatorname {op} }}
와 멱집합 함자
{\displaystyle {\mathcal {P}}\colon \operatorname {Set} \to \operatorname {Set} ^{\operatorname {op} }}
{\displaystyle {\mathcal {P}}\colon X\mapsto {\mathcal {P}}(X)}
{\displaystyle {\mathcal {P}}\colon (f\colon X\to Y)\mapsto (f^{-1}\colon {\mathcal {P}}(Y)\to {\mathcal {P}}(X))}
를 생각하자. 그렇다면 쉼표 범주
{\displaystyle {\mathcal {I}}=\operatorname {Ob} ^{\operatorname {op} }\downarrow {\mathcal {P}}}
를 생각할 수 있다. 즉, {\displaystyle {\mathcal {I}}}는 구체적으로 다음과 같다.
- {\displaystyle {\mathcal {I}}}의 대상 {\displaystyle (S,{\mathcal {M}},\models )}은 다음과 같은 순서쌍이다.
  - 집합 {\displaystyle S}. {\displaystyle S}를 문장의 집합이라고 한다.
  - 작은 범주 {\displaystyle {\mathcal {M}}}. {\displaystyle {\mathcal {M}}}의 원소를 모형이라고 한다.
  - 함수 {\displaystyle {\models }\colon \operatorname {Ob} ({\mathcal {M}})\to {\mathcal {P}}(S)}. 이를 만족 관계(영어: satisfaction relation)라고 한다. 보통, {\displaystyle \phi \in S} 및 {\displaystyle M\in {\mathcal {M}}}에 대하여, {\displaystyle \phi \in \operatorname {\models } (M)}를 이항 관계 {\displaystyle M\models \phi }로 표기한다.
- {\displaystyle {\mathcal {I}}}의 사상 {\displaystyle (f,G)\colon (S,{\mathcal {M}},\models )\to (S',{\mathcal {M}}',\models ')}은 다음과 같은 데이터로 구성된다.
  - {\displaystyle f\colon S\to S'}는 함수이다.
  - {\displaystyle G\colon {\mathcal {M}}'\to {\mathcal {M}}}는 함자이다.
  - 이들은 다음 조건을 만족시켜야 한다.
임의의 모형 {\displaystyle M'\in {\mathcal {M}}'} 및 문장 {\displaystyle \phi \in S}에 대하여, {\displaystyle M'\models 'f_{S}(\phi )\iff G(M')\models \phi }이다. 즉, 다음 그림이 가환 그림이다.
{\displaystyle {\begin{matrix}\operatorname {Ob} ({\mathcal {M}}')&{\overset {\operatorname {Ob} (G)}{\to }}&\operatorname {Ob} ({\mathcal {M}})\\{\scriptstyle \models '}\downarrow {}{\color {White}\scriptstyle \models '}&&{\color {White}\scriptstyle \models }\downarrow {}\scriptstyle \models \\{\mathcal {P}}(S')&{\underset {f_{S}^{-1}}{\to }}&{\mathcal {P}}(S)\\\end{matrix}}}

범주 {\displaystyle {\mathcal {L}}}에 대하여, {\displaystyle {\mathcal {L}}} 위의 제도(영어: institution)는 함자 {\displaystyle I\colon {\mathcal {L}}\to {\mathcal {I}}}이다. 이 경우, {\displaystyle {\mathcal {L}}}을 제도 {\displaystyle I}의 언어들의 범주라고 한다.
같은 언어 위의 두 제도 사이의 사상은 자연 변환이다.

## 종류

### 불 제도
제도 {\displaystyle I\colon {\mathcal {L}}\to {\mathcal {I}}}가 다음 두 성질을 만족시킨다면, {\displaystyle (S,\models )}가 불 제도(영어: Boolean institution)라고 한다.
- (부정의 존재) 임의의 언어 {\displaystyle L\in {\mathcal {L}}} 및 모형 {\displaystyle M\in {\mathcal {M}}(L)} 및 문장 {\displaystyle \phi \in S(L)}에 대하여, {\displaystyle M\models \phi \iff M\not \models \chi }가 되는 문장 {\displaystyle \chi \in S(L)}이 존재한다.
- (논리곱의 존재) 임의의 언어 {\displaystyle L\in {\mathcal {L}}} 및 모형 {\displaystyle M\in \operatorname {Model} (L)} 및 두 문장 {\displaystyle \phi ,\chi \in S(L)}에 대하여, {\displaystyle M\models \psi \iff (M\models \phi \land M\models \psi )}가 되는 문장 {\displaystyle \psi \in S(L)}이 존재한다.

이 경우, 부정과 논리곱을 사용하여 고전 명제 논리의 연산(논리합, 함의, 동치 등)들을 정의할 수 있다.

### 콤팩트성
기수 {\displaystyle \kappa }가 주어졌다고 하자.
제도 {\displaystyle I\colon {\mathcal {L}}\to {\mathcal {I}}}가 다음 조건을 만족시킨다면, {\displaystyle \kappa }-콤팩트 제도(영어: compact institution)라고 한다.
- 임의의 언어 {\displaystyle L\in {\mathcal {L}}} 및 임의의 부분 집합 {\displaystyle A\subseteq S(L)}에 대하여, 다음이 성립한다.
{\displaystyle \left(\exists M\in {\mathcal {M}}(L)\colon M\models A\right)\iff \left(\forall A'\in {\mathcal {P}}_{<\kappa }(A)\exists M\in {\mathcal {M}}(L)\colon M\models A'\right)}

여기서, 문장들의 집합 {\displaystyle A} 및 모형 {\displaystyle M}에 대하여 {\displaystyle M\models A}는
{\displaystyle \forall \phi \in A\colon M\models \phi }
를 뜻한다. {\displaystyle {\mathcal {P}}_{<\kappa }(A)}는 {\displaystyle A}의, 크기가 {\displaystyle \kappa } 미만의 부분 집합들의 족이다.

## 예
1차 논리와 그 표준적 모형은 제도를 이룬다. 이 밖에도, 다른 많은 논리 체계들을 제도로 나타낼 수 있다.

## 역사
제도의 개념은 1970년대에 조지프 애머디 고겐(영어: Joseph Amadee Goguen, 1941~2006)과 로드니 마티노 버스톨(영어: Rodney Martineau Burstall, 1934~)이 도입하였다.